# Бранислав Лала Ковачев
Бранислав Лала Ковачев (Кикинда, 19. новембар 1939 – Завала, 2. септембар 2012) био је југословенски и српски џез музичар, бубњар, аранжер и композитор. Сматра се једним од утемељивача домаћег етно џеза. Развио је посебан стил спајајући компликоване ритмове балканске музике са џезом.

## Биографија
Музиком је почео да се бави у родној Кикинди, као тинејџер. Самостално је покушавао да научи да свира трубу, а онда се определио за бубњеве. Никада није похађао музичку школу, нити узимао часове музике. Сам је научио да свира бубњеве. Први бенд у којем је наступао звао се „Диксиленд Ансамбл Динамо“. Са седамнаест година преселио се у Београд и убрзо упознао пијанисту Васу Белошевића који га прима у свој бенд. Таленат Лале Ковачева није прошао незапажено у престоници тадашње Југославије, па је са само деветнаест година постао најмлађи члан Џез оркестра радио телевизије Београд, у то време под диригентском палицом Војислава Симића. Средином шездесетих година отишао је у Немачку. Са Хорст Јанковским, чувеним немачким пијанистом наступао је до почетка седамдесетих година. Након сарадње са Јанковским, годину дана је био члан биг бенда Макса Грегера, а потом је свирао у радио оркестру северне Немачке у Хановеру. Током седамдесетих година предводио је неколико својих група. Европски Џез Консензус (European Jazz Consensus) је прва од њих. Ова авангардна група снимила је два албума. Следећа група носила је назив Интернационални Џез Консензус (International Jazz Consensus) и објавила је један албум. Највећу славу Ковачев је остварио осамдесетих година 20. века са бендом Лала Ковачев Груп (Lala Kovacev Group). Са овом групом снимио је три албума у издању ПГП-РТБ-а, који се сматрају антологијским: Балканске импресије 1, Балканске импресије 2 и Балкански фолклор и џез. Бендови за ове албуме наменски су формирани и у њима су поред Ковачева свирали: Гинтер Клат, Пол Грабовски, Влатко Стефановски, Владета „Бата Канда“ Кандић, Ненад Јелић, Војин Драшкоци, Јован Миковић и други.
Сарађивао је са многим светским и домаћим звездама: Чик Коријом, Арт Ван Дамом, Младеном Гутешом, Аланом Скидмуром, Чет Бејкером, Чарли Марјаном, Јовом Маљоковићем, Бокијем Милошевићем, Душком Гојковићем, Надом Кнежевић, Предрагом Ивановићем, Слађаном Милошевић, Душаном Прелевићем и другима.
Балканске импресије, издате 1982. сматрају се зачетком светске музике у нашој земљи.
Последњу деценију живота провео је на острву Хвар, у Хрватској, где је и сахрањен.

## Дискографија

### Као вођа групе
- 1977:
- 1977:
- 1981:
- 1982:
- 1983:
- 1985: Изворни фолклор и џез - Лала Ковачев (RTB 2122189)

### Као члан бенда
- 1958:
- 1959
- 1962:
- 1964:
- 1967:
- 1967:
- 1967:
- 1969:
- 1970:
- 1971:
- 1972:
- 1972:
- 1972:
- 1972:
- 1973:
- 1973:
- 1973:
- 1973:
- 1973:
- 1974:
- 1975:
- 1975:
- 1975:
- 1976:
- 1976:
- 1977:
- 1977:
- 1978:
- 1978: Џез оркестар Радио-телевизије Београд (1948—1978) - Џез оркестар РТБ са гостима (RTB 21211719)[5]